# Резолюция Совета Безопасности ООН 299
Резолюция  Совета Безопасности ООН 299 — резолюция Совета Безопасности ООН, принятая единогласно 30 сентября 1971 года, после рассмотрения заявки Омана на членство в Организации Объединенных Наций. В итоге, Совет Безопасности рекомендовал Генеральной Ассамблее ООН принять Оман в ряды организации.